# Crocidura leucodon
La crocidura ventrebianco (Crocidura leucodon Hermann, 1780) è un mammifero soricomorfo appartenente alla famiglia dei Soricidi, diffuso in Europa e in Asia.

## Descrizione
La crocidura ventre bianco raggiunge le maggiori dimensioni tra le specie del genere Crocidura: il corpo è lungo 60–87 mm, mentre la coda varia dai 28 fino ai 39 mm; ed il peso di un esemplare adulto è di 8-15 g.
La pelliccia è di colore bruno-grigiastro, con parti ventrali più chiare, tendenti al biancastro argentato. Una netta demarcazione laterale, simile a quella della crocidura di Sicilia, separa le parti dorsali da quelle ventrali.

## Biologia

### Comportamento
Ha abitudini notturne.
Al pari di altre specie di Crocidura pratica il caravanning: i cuccioli si dispongono in fila indiana aggrappandosi alla coda della madre, che li guida negli spostamenti.

### Alimentazione
Il regime alimentare è a base di insetti, ragni, gasteropodi, piccoli vertebrati e presenta anche una discreta componente vegetale (foglie e semi).

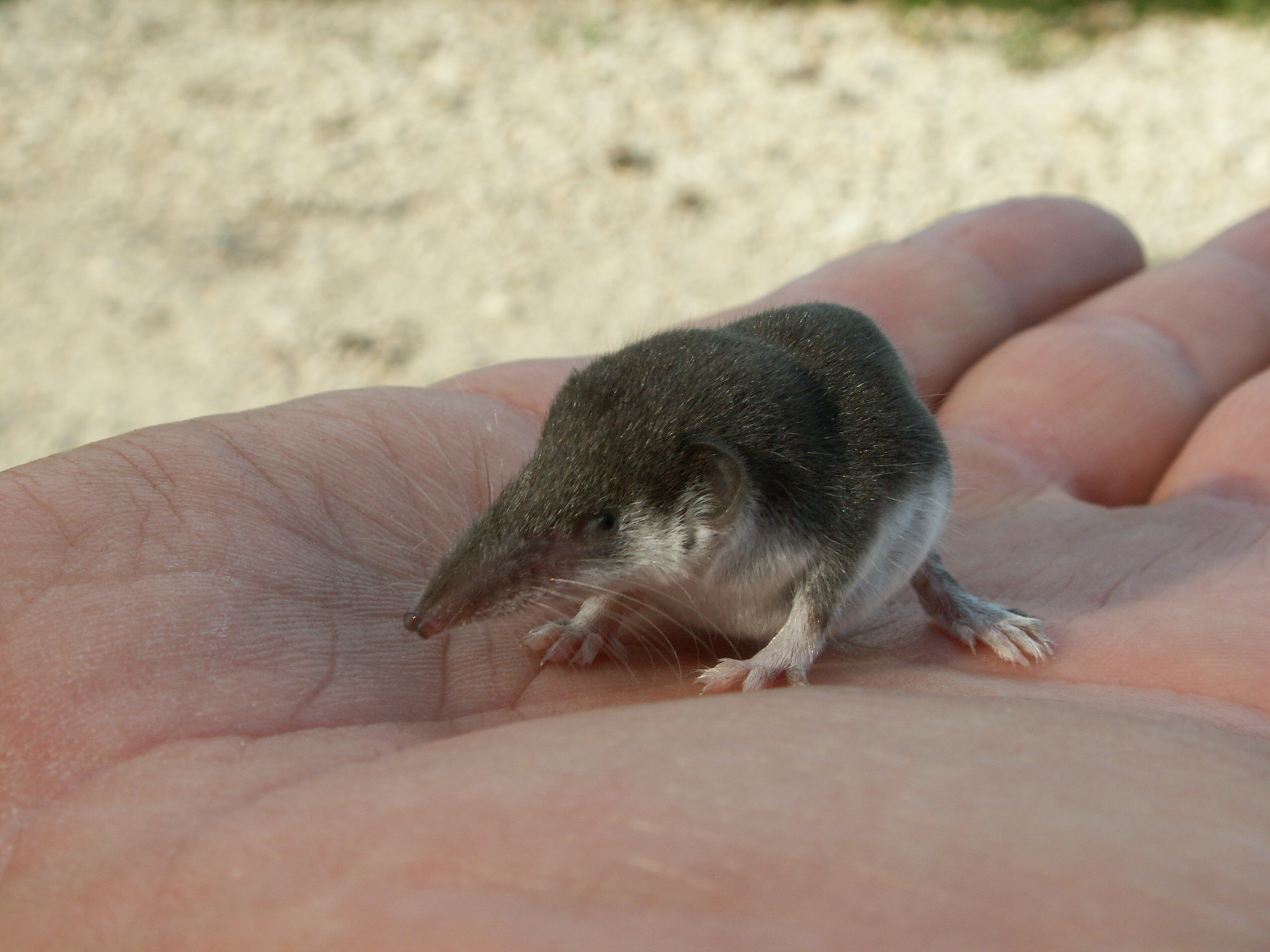
Dimensioni di C. leucodon

## Distribuzione e habitat
In Europa è presente dalla Francia nord-occidentale fino alle coste sud-occidentali del Mar Caspio (includendo Belgio, Lussemburgo, Paesi Bassi, Germania, Svizzera, Liechtenstein, Austria, Italia, Slovenia, Croazia, Bosnia ed Erzegovina, Serbia, Montenegro, Macedonia, Albania, Grecia, Polonia, Repubblica Ceca, Slovacchia, Ungheria, Romania, Moldavia, Bulgaria, Bielorussia, Ucraina e Russia) mentre è assente nella penisola Iberica, in Gran Bretagna, ed in tutte le grandi isole mediterranee (in quelle piccole è stata rinvenuta esclusivamente a Lesbo ed a Cherso).
La presenza asiatica è limitata al Caucaso (Armenia, Azerbaigian, Georgia), all'Anatolia e al Medio Oriente (Libano, Israele, Palestina, Siria, Iran e Iraq).
In Italia è presente sull'arco alpino a partire dalla Valle d'Aosta fino al Friuli-Venezia Giulia, nel Gargano ed in Calabria meridionale. Manca in Sicilia e Sardegna.
Si rinviene generalmente sia in ambienti boschivi che aperti, anche agricoli.

## Tassonomia

### Sinonimi
Sono stati riportati i seguenti sinonimi:
- Crocidura albipes (Kerr, 1792)
- Crocidura hydruntina O. G. Costa, 1844
- Crocidura lasia Thomas, 1907
- Crocidura leucodon judaica Thomas, 1919
- Crocidura leucodon microurus (Fatio, 1869)
- Crocidura leucodon narentae Bolkay, 1925
- Crocidura leucodon persica Thomas, 1907
- Crocidura leucodon volgensis Stroganov, 1960
- Crocidura leucodus Schulze, 1897
- Crocidura microurus (Fatio, 1869)
- Crocidura suaveolens avicennai Stroganov, 1960
- Leucodon microurus Fatio, 1869
- Sorex albipes Kerr, 1792
- Sorex leucodon Hermann in Zimmermann, 1780

### Sottospecie
Non sono state distinte sottospecie.

## Conservazione
Questo taxon presenta un ampio areale, benché in alcune regioni la sua popolazione (ancora non perfettamente indagata) appaia in diminuzione. Per queste ragioni la Lista rossa IUCN attribuisce alla specie lo status "LC" (rischio minimo di estinzione).